# Associació puntCAT
L'Associació puntCAT va ser una entitat que es va constituir el 23 de novembre de 2001 amb l'únic objectiu de liderar la campanya per aconseguir el domini .cat, “domini cultural i lingüístic català”. Sota el domini .cat, segons l'Associació i si s'assoleix l'objectiu, s'hi podran enregistrar dominis d'entitats, empreses i persones que s'expressin en llengua catalana o que treballin pel foment de la cultura catalana.
La consecució d'un domini propi de primer nivell d'Internet (TLD), havia estat una aspiració de la comunitat internauta catalanoparlant. Els seus promotors defensaven que en la mesura en què Internet influeix cada cop més en l'activitat econòmica, social i cultural de tots els col·lectius humans, es feia evident doncs, la necessitat que la llengua catalana i la comunitat humana que l'empra tinguessin una presència pròpia a la Xarxa.
La candidatura del domini .cat mitjançant adhesions al portal www.puntcat.org (actualment redireccionat a la web de la Fundació i sense la informació inicial), va rebre el suport explícit de 98 entitats i associacions, 2.615 empreses i 65.468 persones de tots els llocs de parla catalana arreu del món, no només del Principat, el País Valencià, les Illes, la Franja, Andorra, la Catalunya Nord o l'Alguer, sinó també de totes aquelles ciutats i països del món on hi ha parlants del català. A més representaven tots els sectors de la cultura i de l'activitat social i econòmica.
La seva presència, diversitat, representativitat i grau de compromís i complicitat amb el projecte van ser un factor clau en el procés d'avaluació i va ajudar a fer entendre que el català és també una llengua global, fet que queda remarcat amb el nou domini, que té validesa arreu del món. Les entitats fundadores van ser: l'Institut d'Estudis Catalans, la Corporació Catalana de Ràdio i Televisió i el Capítol Català de la Internet Society. El seu primer president en representació d'ISOC-CAT va ser Manel Sanromà.
En els documents lliurats a la ICANN per presentar la candidatura, l'Associació PuntCAT va especificar que el nou domini «identificador de la comunitat lingüística i cultural catalana a Internet» l'administraria una fundació creada expressament per a aquesta tasca". Un cop aconseguit el domini, l'Associació puntCAT es va dissoldre i va donar pas a la Fundació puntCAT, amb l'objectiu de gestionar el registre del nom de domini .cat i, en general i promoure la Societat de la Informació catalanoparlant.
La dissolució de l'Associació es va dur a terme durant una assemblea tinguda el dimarts 25 d'octubre de 2005 a la seu de l'Institut d'Estudis Catalans, els col·lectius i organitzacions que havien format l'associació puntCAT van dissoldre l'associació i van passar el testimoni a la Fundació PuntCAT, que a partir d'aleshores, ha dirigit la implantació del nou domini. Els assistents a la reunió varen aprovar la dissolució de l'organització i la manera com funcionaria la nova Fundació. També van rebre explicacions sobre la manera com es posaria en funcionament el nou domini, tant en l'aspecte institucional com tècnic.
La Fundació puntCAT va ser constituïda el 28 de desembre de 2004 uns mesos abans d'aconseguir el domini .cat i així facilitar la posada en marxa del servei en cas d'obtenir la llum verda per part de la ICANN. Va restar inoperativa fins que es va produir el relleu.